# Janus Island
Janus Island ist eine Insel im Palmer-Archipel vor der Danco-Küste des Grahamlands auf der Antarktischen Halbinsel. Sie liegt 800 m südlich von Litchfield Island vor der Südwestküste der Anvers-Insel.
Der Falkland Islands Dependencies Survey nahm 1955 Vermessungen der Insel vor. Das UK Antarctic Place-Names Committee benannte sie 1957 nach Janus, dem Gott des Anfangs und des Endes aus der römischen Mythologie. Hintergrund dieser Benennung ist die geographische Lage als südlichste Insel an der Westseite der Einfahrt zum Arthur Harbour.